# Faiq Bolkiah
Faiq Jefri Bolkiah (Los Angeles, 9 de maio de 1998), é um futebolista bruneano que atua como meio-campista. Atualmente está no Ratchaburi. Ele é capitão da seleção nacional.

## Carreira
Em 2009, enquanto era membro do AFC Newbury, Bolkiah assinou um contrato de um ano com o Southampton FC Academy . Ele ainda estava com Southampton até pelo menos dezembro de 2011. Em 2014, Bolkiah assinou um contrato juvenil de dois anos com o Chelsea da Premier League, depois de treinar anteriormente com o Reading e experimentar com o Arsenal . Durante seu tempo com o Arsenal, Bolkiah competiu na Copa da Cidade do Leão de 2013 contra o Corinthians, Eintracht Frankfurt, PSV Eindhoven e uma seleção juvenil de Cingapura . Ele marcou um gol na vitória por 2–1 sobre o time de Cingapura. Com seu contrato com o Chelsea definido para expirar no verão de 2016, ele deixou a equipe em dezembro de 2015. Depois de um julgamento com Stoke City ,  ele assinou pelo Leicester City em um contrato profissional relatado de três anos em março de 2016. Ele ainda assinou uma extensão de um ano para seu acordo no verão de 2019.
Em 23 de setembro de 2020, Bolkiah assinou uma transferência gratuita para o Marítimo da Primeira Liga de Portugal.
Bolkiah era elegível para representar os Estados Unidos e Brunei . Ele foi escolhido para as equipes juvenis dos Estados Unidos  mas optou por representar o Brunei, fazendo-o nos níveis Sub-19 e Sub-23  incluindo os Jogos do Sudeste Asiático de 2015 .  Nesse torneio, ele marcou na derrota por 1–2 para o Timor Leste . Esperava-se que ele fizesse a sua estreia internacional sénior a 15 de outubro de 2016, num jogo de qualificação do Campeonato AFF de 2016 contra o Timor-Leste . Ele estreou na partida, começando e jogando os 90 minutos completos de uma vitória por 2–1.

## Vida pessoal
Faiq é filho de Jefri Bolkiah, Príncipe de Brunei e sobrinho de Hassanal Bolkiah, o atual Sultão de Brunei . Ele nasceu em Los Angeles e possui cidadania americana e bruneiana. Ele foi educado na Grã-Bretanha no Bradfield College . Bolkiah é descrito como "o jogador de futebol mais rico do mundo", com um patrimônio líquido estimado em US $ 20 bilhões.